# Jean-Pierre Bansard

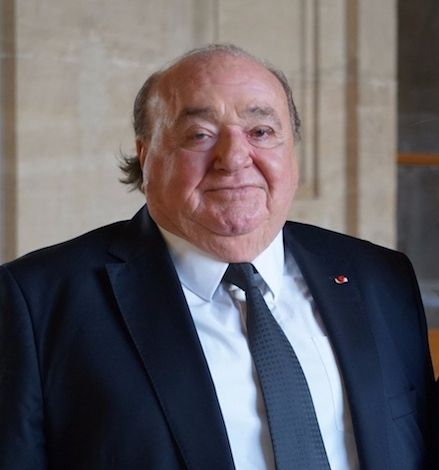
Jean-Pierre Bansard, 2017

Jean-Pierre Bansard (* 15. Mai 1940 in Oran, Algerien; † 16. August 2024) war ein französischer Geschäftsmann und Politiker. Von 1992 bis 1994 war er Präsident des Consistoire central israélite, des höchsten Gremiums der jüdischen Gemeinden Frankreichs.

## Leben
Jean-Pierre Bansard kam als Pied-noir mit seiner Familie nach Frankreich. Er wurde dort in Paris im Zollabfertigungsgeschäft tätig.

## Politik
2017 wurde Bansard in den französischen Senat gewählt. Seine Wahl wurde jedoch 2018 vom Verfassungsrat aufgrund von Unregelmäßigkeiten in seinen Wahlkampfabrechnungen für ungültig erklärt. 2021 wurde er erneut in den Senat gewählt und blieb diesmal bis zu seinem Tod Mitglied.

## Auszeichnungen
- Commandeur de la Légion d’honneur
- Chevalier de l’Ordre national du Mérite
- Chevalier des Palmes académiques

## Veröffentlichungen
- Un judaïsme aux couleurs de la République. Éditions L’Archipel, 2004